# Apollo (Griekse mythologie)
Apollo (Oudgrieks: Ἀπόλλων, Apóllōn) was een van de belangrijkste godheden van de Griekse mythologie. Zijn eredienst was van alle goden het wijdst verspreid onder het Griekse volk en genoot het hoogste aanzien. Onder de verlatiniseerde naam Apollo is hij bekend geraakt in Rome.
Door de Griekse dichters wordt hij meestal Phoibos Apollo genoemd. Apollo wordt ook wel als de vertegenwoordiger van rationele schoonheid en orde beschouwd, tegenover Dionysos, die de emotionele roes symboliseert.

## Etymologie
De etymologie van de naam 'Apollo' is onzeker. Bij de antieke auteurs treffen we echter verschillende volksetymologieën aan. Aldus, brengt Plato de naam in zijn Cratylus in verband met ἀπόλυσις / apólysis, "bevrijding", met ἀπόλουσις / apólousis, "het afwissen; reiniging", met ἁπλοῦν / haploũn, "eenvoudig", waarbij hij in het bijzonder verwijst naar de Thessalische vorm van zijn naam, Ἄπλουν / Áploun, en ten slotte met Ἀει-βάλλων / Aei-bállôn, "de altijd treffende". Plutarchus vermeldt in zijn Moralia (De E van Delphi; 354 f) ook ἁπλοῦν / haploũn, in de betekenis van "enkelvoudig".

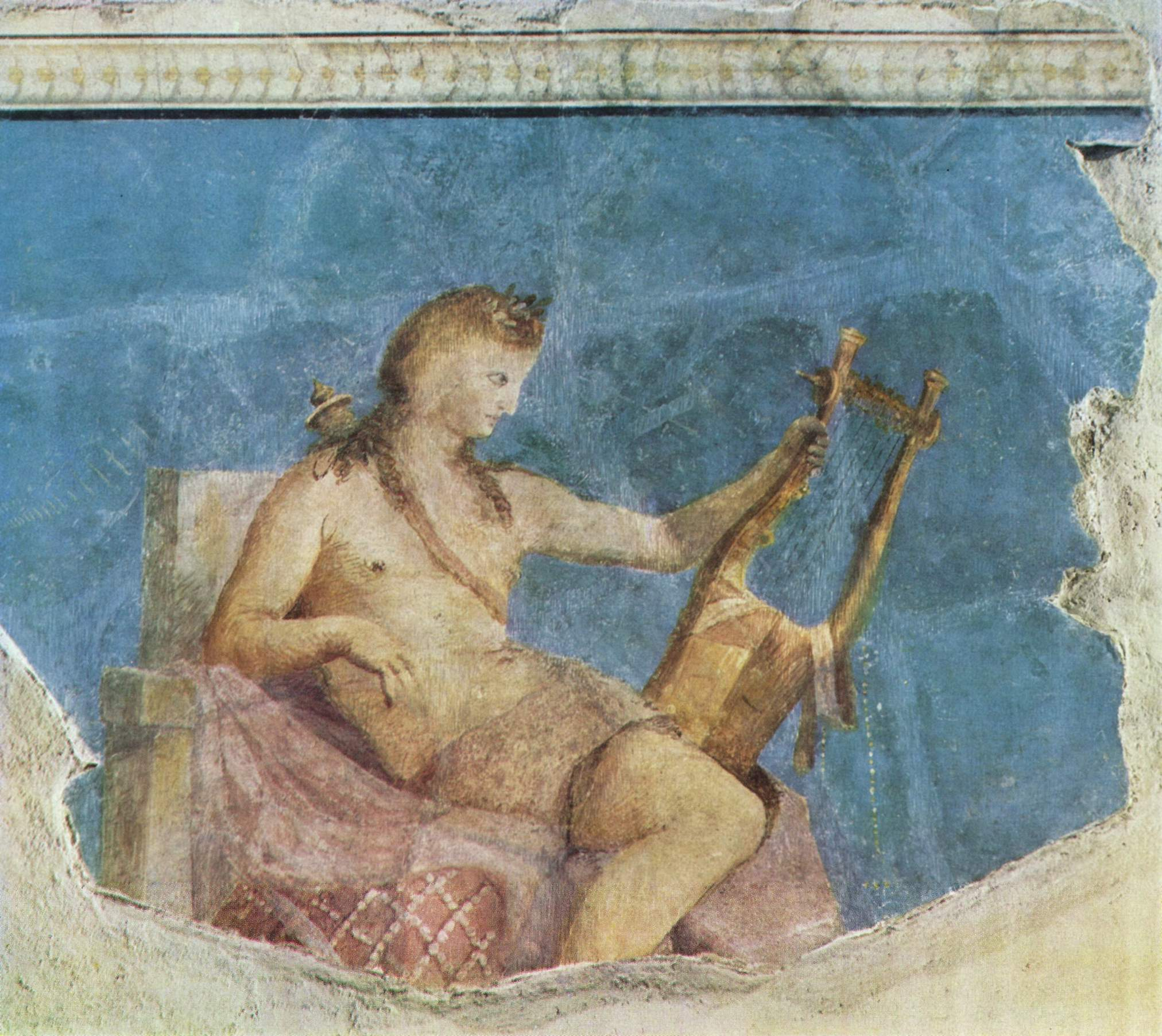
Apollo met lier
(ca. 50), fresco, nu in Antiquarium del Palatino in Rome

## Oorsprong
Terwijl men in de 19e eeuw nog dacht dat Apollo de god van het licht was, die zijn hoogste ontwikkeling vond in de zon, wordt daar tegenwoordig anders over gedacht.
Hoewel hij is uitgegroeid tot de meest Griekse van de goden, lijkt Apollo relatief laat naar Griekenland te zijn gekomen. Hij werd mogelijk aan het eind van de Myceense beschaving (ca. 1200-1100 v.Chr.) naar Griekenland gebracht door de invallende Doriërs, hoewel het ook mogelijk is dat hij afkomstig was uit het Hettitische Klein-Azië. Men is er intussen van overtuigd dat zijn oorsprong in Centraal-Anatolië ligt (zie Hyperborea). Een aanwijzing is dat in de Homerische hymne aan Apollo wordt verhaald hoe de god over Delos naar Delphi kwam. Zijn epitheton Hekatos (vér treffende) kan men in verband brengen met de Carische Hekate. Op Hettitische spijkerschrifttabletten (het zogenaamde verdrag van Alaksandu tussen de Hettieten en Wilusa, wat wel met Troje wordt vereenzelvigd) komt de naam Appaliunas of Apalunas voor, waarschijnlijk nauw verwant met Apollo.
Hij schijnt oorspronkelijk een god van de kudden (Apollo Karneios en Smintheus) geweest te zijn, die niet enkel de patroon was van de herders (Apollo Agreus en Nomios), maar ook van hun vijand, de wolf (Apollo Lykeios). Zijn bescherming van het boogschieten (Apollo Hekatos), de geneeskunde (Apollo Paian) en de muziek (Apollo Musagetes) stond waarschijnlijk in verband met zijn functie als herdersgod.

## Geboorte
Apollo is de zoon van Zeus en Leto en de tweelingbroer van Artemis. Toen Leto zwanger was werd zij door Hera, de jaloerse echtgenote van Apollo's verwekker Zeus, lange tijd achtervolgd. Ze kon geen schuilplaats vinden om de geboorte van haar kinderen rustig af te wachten, behalve op het eiland Delos waar Apollo en Artemis werden geboren.

## Bijnamen en functies
Hij is de god van de plotselinge dood, plagen en ziekten, maar ook de god van genezing en bescherming tegen kwade krachten. Verder is hij de god van schoonheid, perfectie, harmonie, evenwicht en rede, de initiator van jongeren in de wereld van volwassenen, was hij verbonden met de natuur, kruiden en kudden, en is hij beschermer van herders, matrozen en boogschutters .
Wegens zijn uitgebreide en veelomvattende werkkring zijn er voor Apollo vele namen en epikleses (bijnamen, aanroepingen) ontstaan.

### Apollo Karneios
Apollo Karneios (een Oud-Grieks woord voor ram) geldt als de god van de schaapskudden onder de Dorische stammen. Volgens de legende stonden de Doriërs eens op het punt om, onder aanvoering van de Herakliden uit Naupaktos, naar de Peloponnesos over te steken toen Hippotes, een van de Heracliden, de ziener Karnos doodde, die een geliefde van Apollo was. Daarna was de pest over het leger gekomen. De ziekte is pas verdwenen nadat Hippotes was verdreven en de woede van Apollo door de instelling van een feest werd verzoend. De Spartanen vierden dit feest, de Karneia genaamd, ter herinnering aan de hulp die de god hun had bewezen door hen naar de Peloponnesos te geleiden.

### Apollo Smintheus
Apollo had zelf ook runderen, die weidden in Pierië aan de voet van de Olympos. Ook de velden en veldvruchten stonden onder Apollo's bescherming.

### Apollo Agreus
Apollo hield zich ook veel bezig met de jacht, gewoonlijk samen met zijn zuster Artemis. Uit de hoorns van wilde geiten, die Artemis op de Kynthos had gedood, bouwde hij zijn eerste altaar. Als jager heeft Apollo de bijnaam Agreus.

### Apollo Nomios
Als schaapherder heeft Apollo de bijnaam Nomios gekregen. Hij zou als herder hebben gediend bij Laomedon en bij Admetos.

### Apollo Lykios

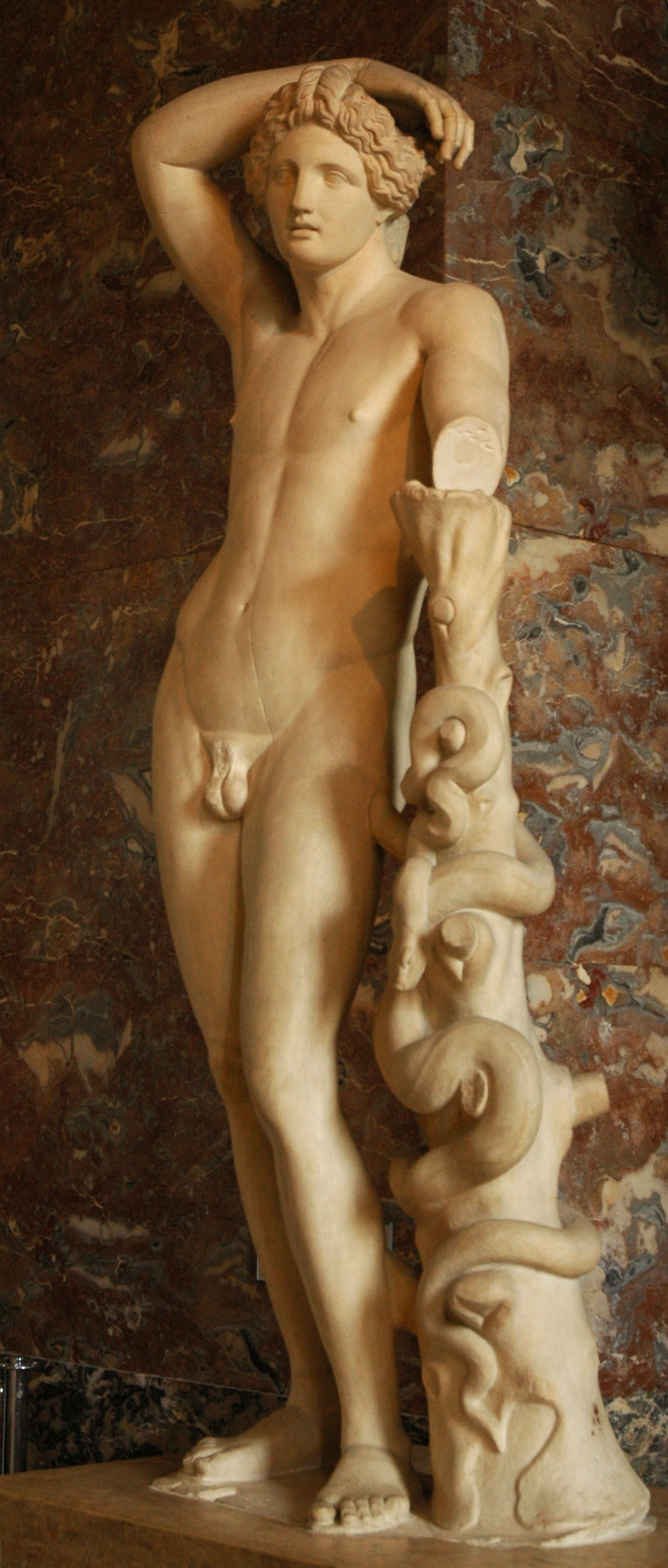
Apollo Lykios
(4e eeuw v.Chr.), Romeinse kopie van het Griekse origineel, Louvre

Apollo werd onder de bijnaam Lykios tevens vereerd als licht- en zonnegod, niet alleen in Griekenland, maar vooral ook op de kusten van Klein-Azië. Het Klein-Aziatische landschap Lycië is waarschijnlijk naar hem vernoemd.

### Apollo Hekatos
Als boogschutter heette hij gewoonlijk Hekatos, Hekatebolos of Hekabolos (vertreffende) of de door zijn boog beroemde, of de god met de zilveren boog die hij van Hephaistos had gekregen. Apollo's pijlen misten hun doel nooit. Tot de overmoedigen die zodoende gestraft werden behoorden onder meer Niobe en haar kinderen, het leger van de Grieken voor Troje, de Cyclopen, Eurytos, Otus en Ephialtes en de Giganten.

### Apollo Pythios

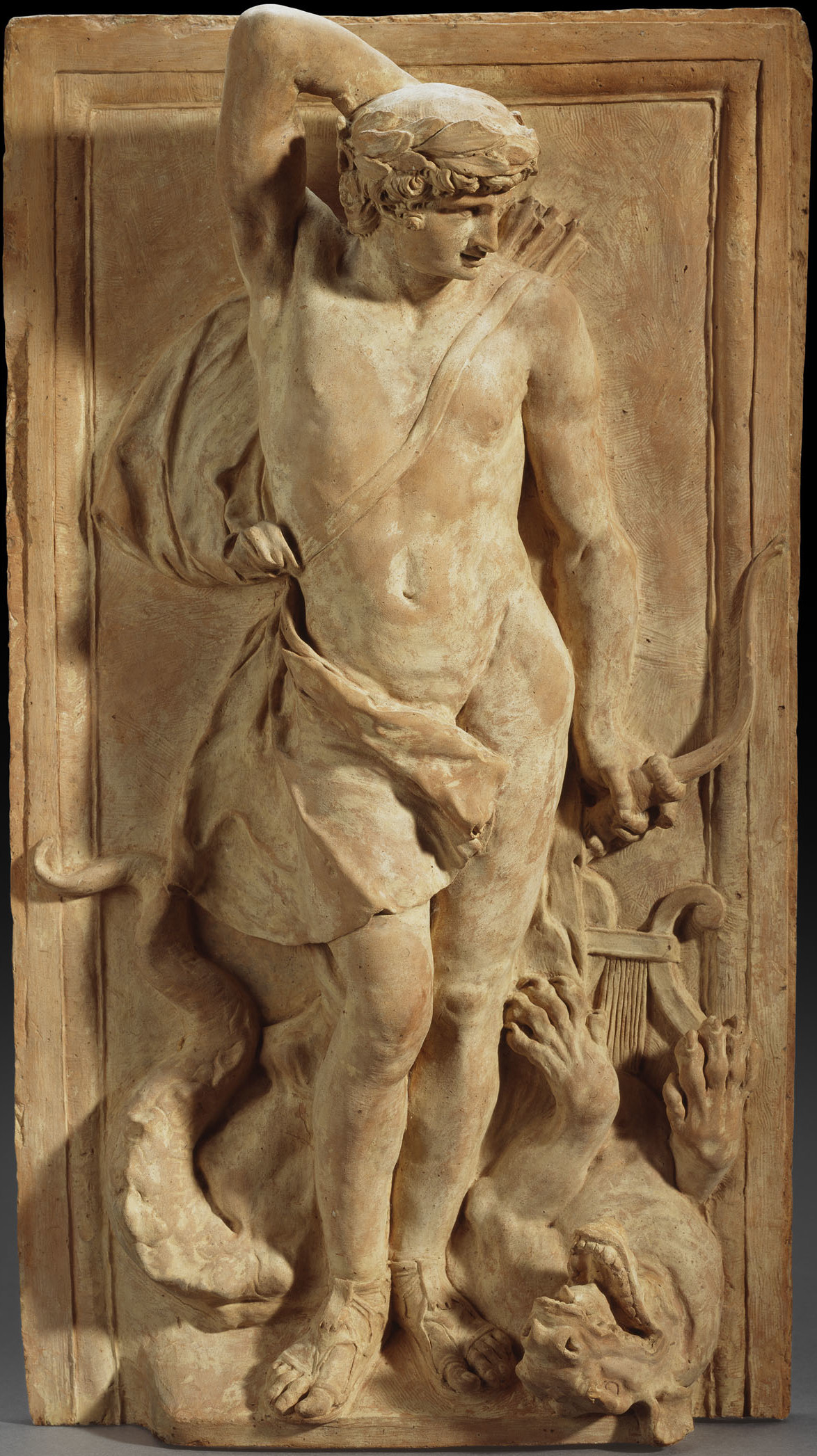
Apollo en Python
(17e eeuw), Artus Quellinus, KMSKA

Reeds kort na zijn geboorte heeft Apollo met zijn pijlen de mega slang Python gedood, die het heiligdom Pytho nabij de berg Parnassus onveilig maakte. Vanwege deze overwinning heeft Apollo de bijnaam Pythios gekregen, 'de Pythische'. Hij zou van dit heiligdom het zijne maken, dat bekend werd als orakel van Delphi. Hij werd op de Pythische Spelen onder deze naam vereerd.

### God van de voorspelling

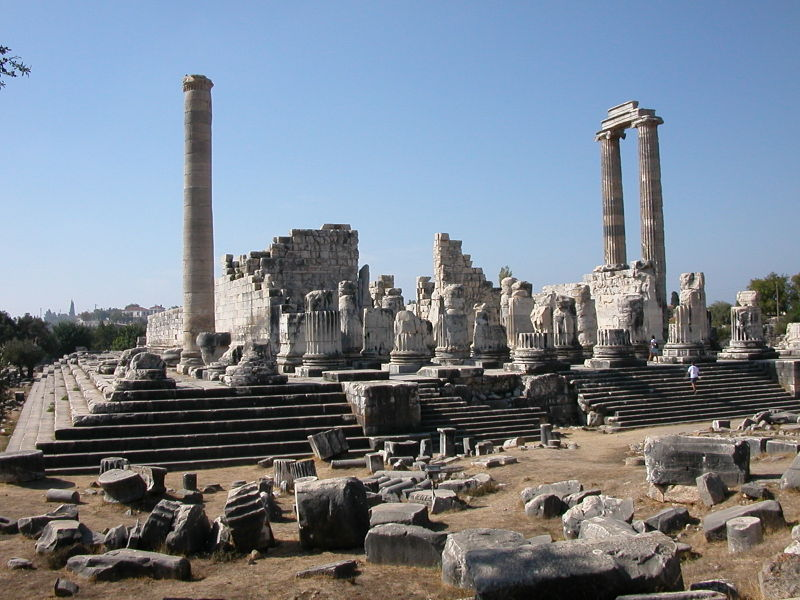
Het Didymaion te Didyma

De belangrijkste eigenschap van Apollo openbaart zich in zijn gave van de voorspelling. Bij zijn geboorte had hij de woorden "Ik zal de onbedrieglijke wil van Zeus verkondigen" uitgesproken. Hij heeft ook de beroemde tempel in Delphi gesticht en er bezit genomen van het oude orakel van Gaia (de Aarde).

### Apollo Archigetes
Omdat ten gevolge van die uitspraken van het Delphische orakel zeer dikwijls de stichting van steden of de uitzending van koloniën werd ondernomen, werd hij ook vereerd als Apollo Archigetes (leider van de kolonisten).
Zo zou Apollo Kretenzische of Arcadische kolonisten geholpen hebben de stad Troje te stichten, wat zijn pro-Trojaanse houding in de Ilias verklaart. Het zou ook Apollo zelf zijn geweest, die de Doriërs op hun tocht door Griekenland naar kedaimon, Messene en andere steden van de Peloponnesos heeft geleid; tal van steden, over de ganse wereld verspreid, beschouwde hem als haar eigenlijke stichter en noemde zich naar hem Apollonia.

### God van de stad
In de steden zelf baande hij de wegen en straten. Vandaar zijn bijnaam Aguieus. Voor iedere woning stond een vierhoekig steenblok, aan hem gewijd en waar de geringe breedte van de straat die plaatsing niet gedoogde schilderde men het op de muur. Als beschermer van de markten droeg hij de bijnaam van Agoraios. Met Laomedon heeft hij de muren van Troje gebouwd, met Alkathoös die van Megara.

### Apollo Amyklaios
De eredienst van Apollo Amyklaios had vooral in de Laconische stad Amyklai haar zetel. Deze was reeds bij de eerste bewoners van Laconië in zwang geweest, ging vervolgens op de Achaeërs over en daarna op de Doriërs.
Deze dienst stond in verband met de dood van Hyakinthos, ter wiens ere in de heetste zomertijd, in de hondsdagen, door de Spartanen in Amyklai de Hyakinthiën werden gevierd. Hyakinthos, een zoon van Amyklas, was een geliefde van Apollo, maar hij werd door deze per ongeluk bij het spel met de discus (werpschijf) gedood (ofwel door het lot, ofwel door de afgewezen minnaar Zephyros). Zijn graf bevond zich onder het altaar en het beeld van de god. De eerste dag van de Hyakinthiën was een treurfeest ter herinnering aan de treurige dood van Hyakinthos, maar de tweede dag een vrolijk feest waarop herdacht werd, hoe hij door Apollo ten hemel was gevoerd en dus door de dood een nieuw, een heerlijker leven was ingegaan.

### Apollo Delphinios
Apollo Delphinios is de leidsman over zee. Evenals hij als Agyieus (cf. supra) de straten en wegen veilig maakt, zo effent hij als Delphinios de paden van de zee in de lente, het begin van het jaargetijde van het licht. De donkere wolken breekt hij door de kracht van zijn licht en hij zendt de dolfijnen als vriendelijke begeleiders tot de stervelingen, die de zee bevaren, om hun voorspoed te verkondigen. Aan zeekusten werd hij in hoge mate vereerd; zeer vele van de schoonste tempels van Apollo waren in de nabijheid van de zee gelegen.

### Phoibos Apollo
Vanaf ca. 410-400 v.Chr. is de filosofische gedachte ontstaan van Apollo als god van de zon die men als Phoibos beduidde. Deze bijnaam zou hij ook hebben ontleend aan zijn grootmoeder Phoibe en de betekenis van "profeet" hebben gehad. Ten tijde van Homeros was deze functie echter weggelegd voor de godheid Helios die later zou opgaan in Apollo onder de naam Apollo Helios. Desondanks bleven Apollo en Helios in mythologische teksten aparte godheden.

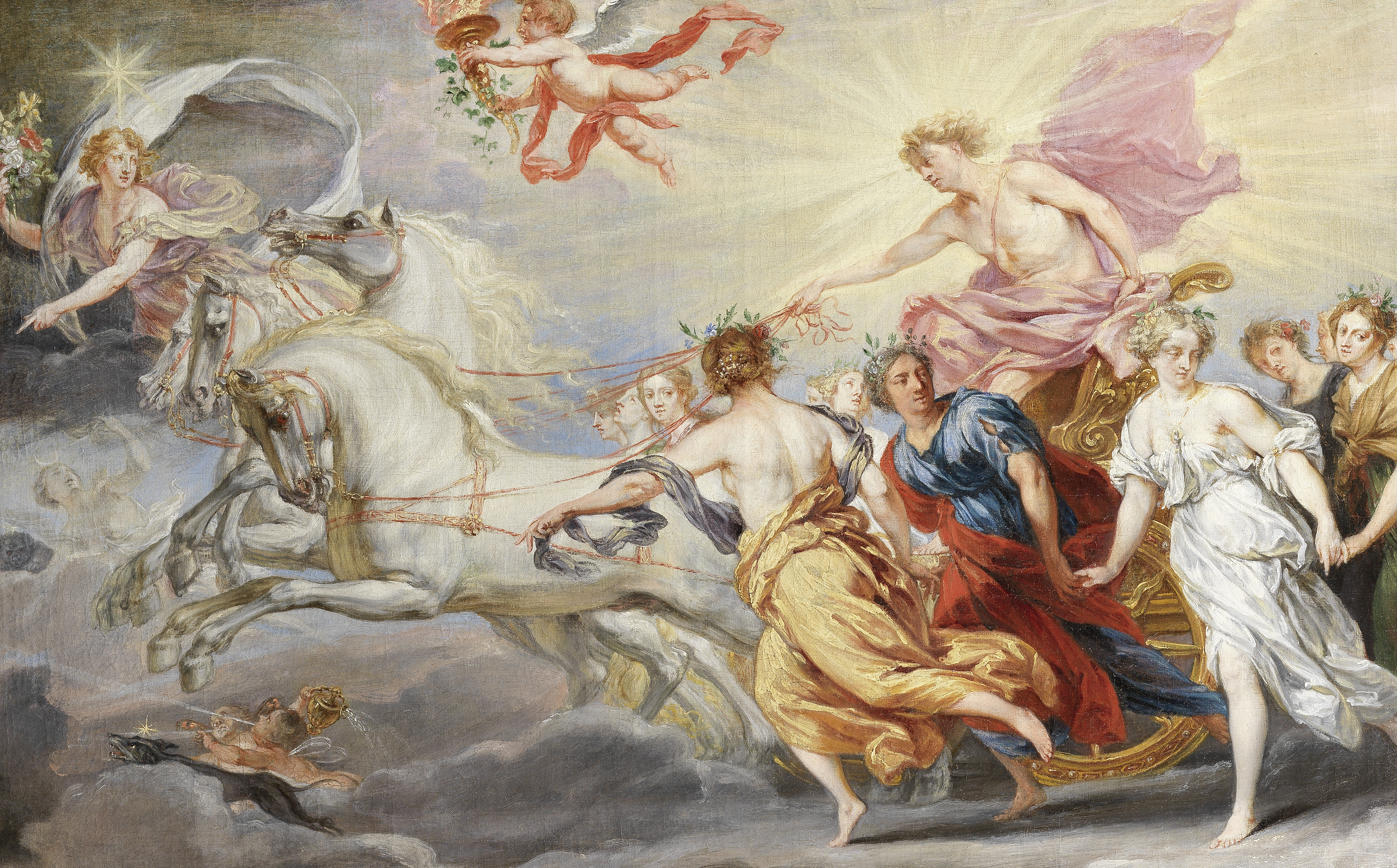
Phoebus Apollo in het schilderij Apollo op zijn Zonnewagen
(1664-1668), Jan Boeckhorst, The Phoebus Foundation

## Relatie met goden en mensen

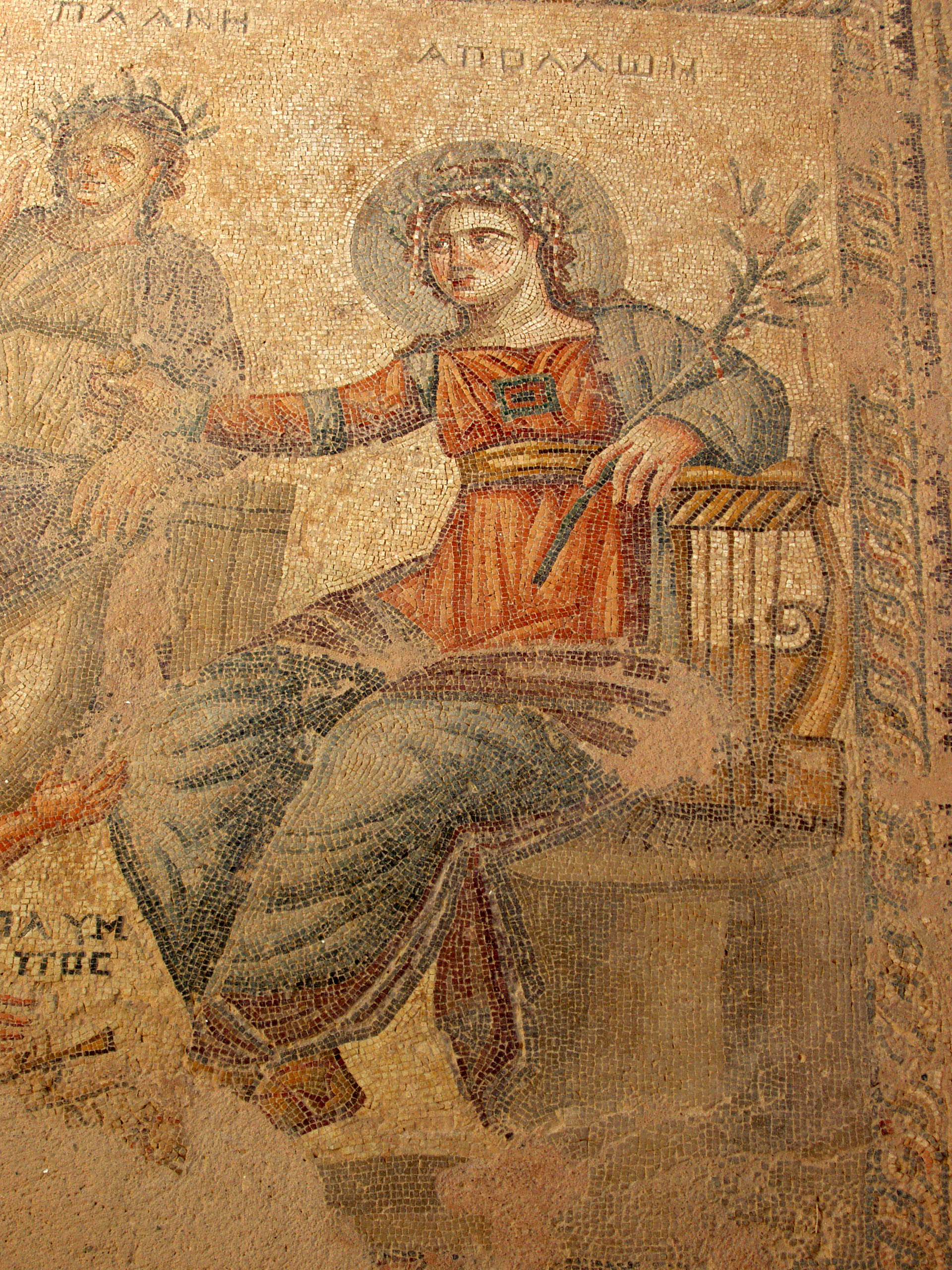
Een mozaïek uit de 4e eeuw te Paphos

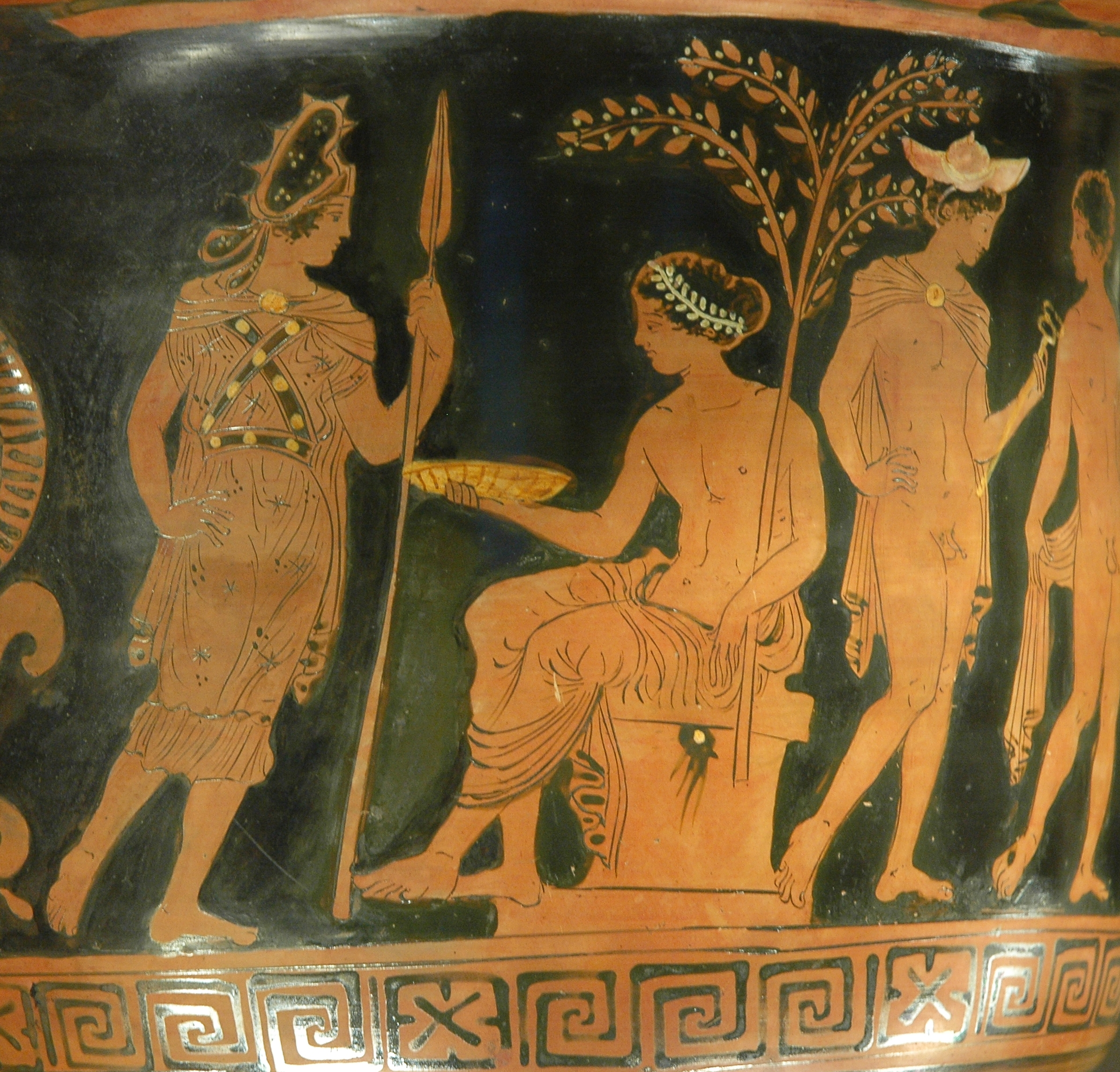
Artemis Bendis, Apollo, Hermes en een jonge krijger
(ca. 380-370 v.Chr.), Apulische roodfigurige buikvormige krater, Louvre

Volgens bepaalde sagen onderhield Apollo nauwe banden met de in het verre Noorden wonende Hyperboreërs. Dit soort verhalen zijn mogelijk afkomstig van reizigers die het betreffende gebied hadden bezocht. De mythe wil dat Apollo zijn tijd verdeelde tussen de Hyperboreeërs, bij wie hij 's winters verbleef, en de Grieken, bij wie hij 's zomers was.

### Amoureuze relaties en kinderen
Apollo had, als een knappe jonge god, vele liefdesavontuurtjes met zowel nimfen als sterfelijke vrouwen. Eens had hij liefde opgevat voor Daphne, de dochter van de riviergod Peneus, die echter niets voor hem voelde. Terwijl zij op de vlucht was om aan zijn avances te ontsnappen, vroeg zij haar vader om haar van gedaante te doen veranderen om van hem af te komen. En zo geschiedde. De nimf veranderde in een laurierboom, die voortaan gewijd werd aan Apollo.
Hij heeft de heros Ion verwekt, stamvader van de Ioniërs, bij Creüsa, dochter van de Attische koning Erechtheus, die hij had verleid. De heros Asklepios was zijn zoon uit zijn relatie met de Thessalische Koronis. Hij heeft ook de stad Cyrene gesticht nadat hij de atletische nimf Cyrene, op wie hij verliefd was, had ontvoerd naar die plek in Libya waar deze stad zou worden gesticht. Met haar zou hij een zoon hebben, Aristaios genaamd.
Behalve zijn avonturen met vrouwen hield de god er ook relaties met mooie mannen op na waarvan de meest bekende die met Hyakinthos en Kyparissos zijn. Toen ze tot grote droefheid van Apollo waren gestorven, heeft hij de eerstgenoemde in een bloem veranderd (gelijkend op onze hyacint), de tweede in een boom, de cipres.
Zijn minst succesvolle avontuurtje was met de Trojaanse prinses Cassandra, die eerst had ingestemd met hem het bed te delen in ruil voor de gave van de toekomstvoorspelling, maar zodra Apollo haar wens had vervuld, weigerde zij haar belofte na te komen. Omdat Apollo een verleende gave niet meer ongedaan kon maken, voegde hij als straf aan haar gave de beperking toe dat niemand haar voorspellingen zou geloven.

## In de beeldende kunst

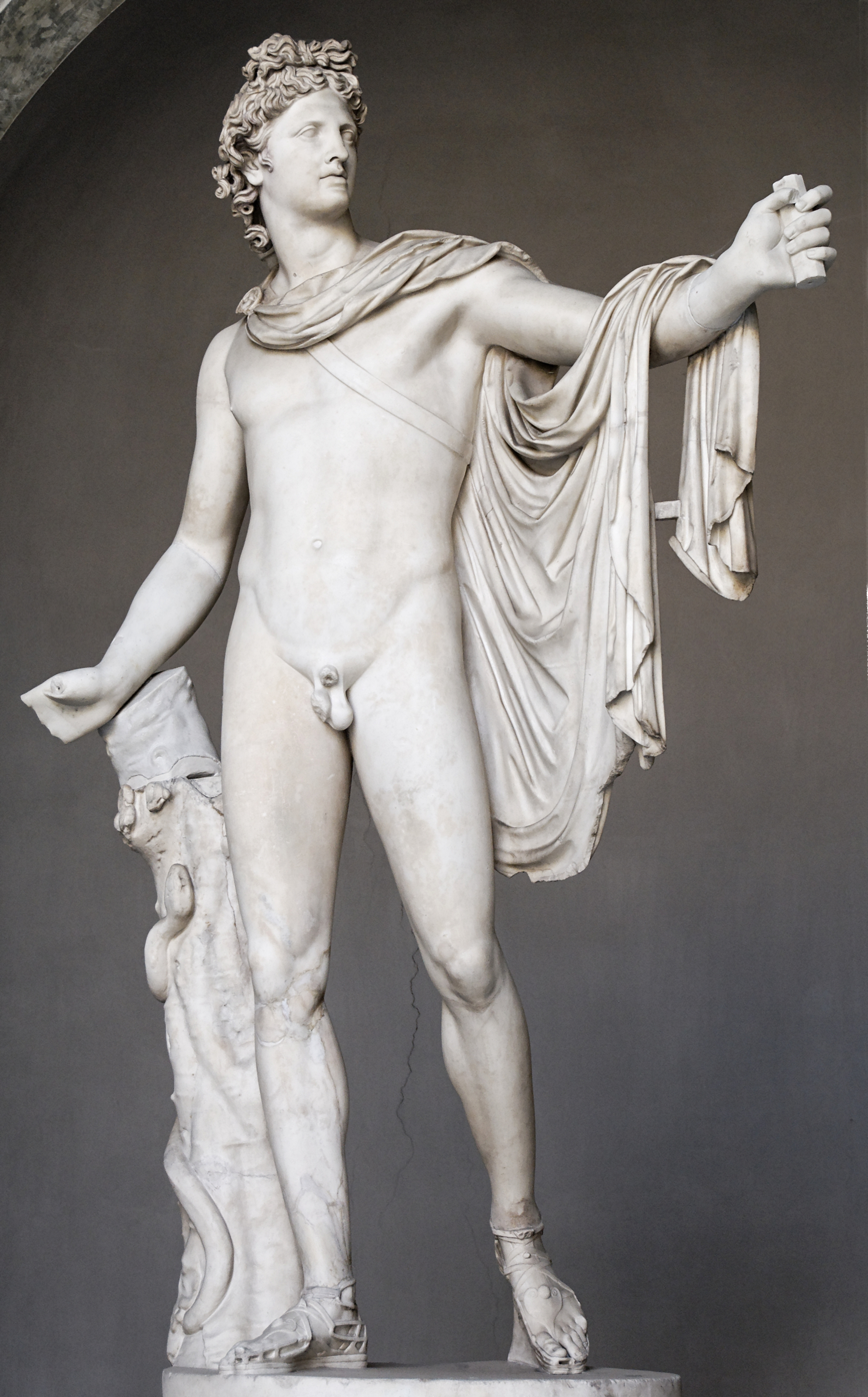
De Apollo van Belvedère
(ca. 330–320 v.Chr.), Romeinse kopie van een Grieks bronzen origineel van Leochares, Vaticaanse Musea

Apollo wordt gewoonlijk voorgesteld als een jeugdige god, lang, sterk en knap, met majestueuze, opgeruimde blik en het hoofd bedekt met rijk golvende, blonde lokken. De oudere kunst gaf hem het uiterlijk van een man van rijpe leeftijd, met krachtige lichaamsbouw en strenge gelaatstrekken, maar baardeloos; de latere Griekse kunst stelde hem meestal voor als een jongeman.
Het beroemdste beeld van Apollo, dat tot in onze tijd is bewaard gebleven, is de Apollo van Belvedère, die in het jaar 1503 bij Antium aan de kust van Midden-Italië, het tegenwoordige Nettuno werd opgegraven. Onzeker is het of de kunstenaar de god heeft willen afbeelden met een boog in de linkerhand, dan wel met de aigis en in het midden daarvan de Medusakop.

## Attributen
Van de bomen was de laurier hem boven alle geheiligd; van de dieren: de wolf, de hinde, de zwaan, de dolfijn, de raaf, de kraai en de slang (geneeskunde). Zijn gewone attributen zijn boog en pijlen, een lauwerkrans, de citer en de lier.
Zijn voornaamste tempels waren de reeds genoemde in Delphi, op Delos, verder in Amyclae en in Clarus nabij Colophon.

## Verder lezen
- (de)  K. Kerenyi, Apollon. Studien über antike Religion und Humanität, Amsterdam, 19412. (fragmentarische versie in Google Books)
- (de)  K.A. Pfeiff, Apollon. Die Wandlung seines Bildes in der griechischen Kunst, Frankfurt, 1943.
- (en)  J. Solomon (ed.), Apollo: Origins and Influences, Tucson - Londen, 1994. ISBN 0816513899
- (en)  A.F. Stewart, When is a kouros not an Apollo? The Tenea "Apollo" revisited, in M.A. del Chiaro (ed.), Corinthiaca. Studies in Honor of Darrell A. Amyx, New York, pp. 54–70.

## Stamboom
|        |        |        |        |          |          |          |          | Ouranos  | Ouranos  | Ouranos | Ouranos | Ouranos | Ouranos |       |       |       |       |     |     | Gaia  | Gaia  | Gaia  | Gaia  | Gaia     | Gaia     |          |          |          |          |         |         | Pontos  | Pontos  | Pontos | Pontos | Pontos  | Pontos  |         |         |         |         |      |      |        |        |        |        |        |        |        |        |        |        |        |        |         |         |         |         |         |         |         |         |         |         |      |      |        |        |        |        |           |           |           |           |           |           |      |      |        |        |        |        |        |        |
|        |        |        |        |          |          |          |          | Ouranos  | Ouranos  | Ouranos | Ouranos | Ouranos | Ouranos |       |       |       |       |     |     | Gaia  | Gaia  | Gaia  | Gaia  | Gaia     | Gaia     |          |          |          |          |         |         | Pontos  | Pontos  | Pontos | Pontos | Pontos  | Pontos  |         |         |         |         |      |      |        |        |        |        |        |        |        |        |        |        |        |        |         |         |         |         |         |         |         |         |         |         |      |      |        |        |        |        |           |           |           |           |           |           |      |      |        |        |        |        |        |        |
|        |        |        |        |          |          |          |          |          |          |         |         |         |         |       |       |       |       |     |     |       |       |       |       |          |          |          |          |          |          |         |         |         |         |        |        |         |         |         |         |         |         |      |      |        |        |        |        |        |        |        |        |        |        |        |        |         |         |         |         |         |         |         |         |         |         |      |      |        |        |        |        |           |           |           |           |           |           |      |      |        |        |        |        |        |        |
|        |        |        |        |          |          |          |          |          |          |         |         |         |         |       |       |       |       |     |     |       |       |       |       |          |          |          |          |          |          |         |         |         |         |        |        |         |         |         |         |         |         |      |      |        |        |        |        |        |        |        |        |        |        |        |        |         |         |         |         |         |         |         |         |         |         |      |      |        |        |        |        |           |           |           |           |           |           |      |      |        |        |        |        |        |        |
|        |        |        |        | Hyperion | Hyperion | Hyperion | Hyperion | Hyperion | Hyperion |         |         | Theia   | Theia   | Theia | Theia | Theia | Theia |     |     | Krios | Krios | Krios | Krios | Krios    | Krios    |          |          | Eurybia  | Eurybia  | Eurybia | Eurybia | Eurybia | Eurybia |        |        | Okeanos | Okeanos | Okeanos | Okeanos | Okeanos | Okeanos |      |      | Tethys | Tethys | Tethys | Tethys | Tethys | Tethys |        |        | Koios  | Koios  | Koios  | Koios  | Koios   | Koios   |         |         | Phoibe  | Phoibe  | Phoibe  | Phoibe  | Phoibe  | Phoibe  |      |      | Kronos | Kronos | Kronos | Kronos | Kronos    | Kronos    |           |           | Rhea      | Rhea      | Rhea | Rhea | Rhea   | Rhea   |        |        |        |        |
|        |        |        |        | Hyperion | Hyperion | Hyperion | Hyperion | Hyperion | Hyperion |         |         | Theia   | Theia   | Theia | Theia | Theia | Theia |     |     | Krios | Krios | Krios | Krios | Krios    | Krios    |          |          | Eurybia  | Eurybia  | Eurybia | Eurybia | Eurybia | Eurybia |        |        | Okeanos | Okeanos | Okeanos | Okeanos | Okeanos | Okeanos |      |      | Tethys | Tethys | Tethys | Tethys | Tethys | Tethys |        |        | Koios  | Koios  | Koios  | Koios  | Koios   | Koios   |         |         | Phoibe  | Phoibe  | Phoibe  | Phoibe  | Phoibe  | Phoibe  |      |      | Kronos | Kronos | Kronos | Kronos | Kronos    | Kronos    |           |           | Rhea      | Rhea      | Rhea | Rhea | Rhea   | Rhea   |        |        |        |        |
|        |        |        |        |          |          |          |          |          |          |         |         |         |         |       |       |       |       |     |     |       |       |       |       |          |          |          |          |          |          |         |         |         |         |        |        |         |         |         |         |         |         |      |      |        |        |        |        |        |        |        |        |        |        |        |        |         |         |         |         |         |         |         |         |         |         |      |      |        |        |        |        |           |           |           |           |           |           |      |      |        |        |        |        |        |        |
|        |        |        |        |          |          |          |          |          |          |         |         |         |         |       |       |       |       |     |     |       |       |       |       |          |          |          |          |          |          |         |         |         |         |        |        |         |         |         |         |         |         |      |      |        |        |        |        |        |        |        |        |        |        |        |        |         |         |         |         |         |         |         |         |         |         |      |      |        |        |        |        |           |           |           |           |           |           |      |      |        |        |        |        |        |        |
| Helios | Helios | Helios | Helios | Helios   | Helios   |          |          | Selene   | Selene   | Selene  | Selene  | Selene  | Selene  |       |       | Eos   | Eos   | Eos | Eos | Eos   | Eos   |       |       | Astraios | Astraios | Astraios | Astraios | Astraios | Astraios |         |         | Pallas  | Pallas  | Pallas | Pallas | Pallas  | Pallas  |         |         | Styx    | Styx    | Styx | Styx | Styx   | Styx   |        |        | Perses | Perses | Perses | Perses | Perses | Perses |        |        | Asteria | Asteria | Asteria | Asteria | Asteria | Asteria |         |         | Leto    | Leto    | Leto | Leto | Leto   | Leto   |        |        | Mnemosyne | Mnemosyne | Mnemosyne | Mnemosyne | Mnemosyne | Mnemosyne |      |      | Themis | Themis | Themis | Themis | Themis | Themis |
| Helios | Helios | Helios | Helios | Helios   | Helios   |          |          | Selene   | Selene   | Selene  | Selene  | Selene  | Selene  |       |       | Eos   | Eos   | Eos | Eos | Eos   | Eos   |       |       | Astraios | Astraios | Astraios | Astraios | Astraios | Astraios |         |         | Pallas  | Pallas  | Pallas | Pallas | Pallas  | Pallas  |         |         | Styx    | Styx    | Styx | Styx | Styx   | Styx   |        |        | Perses | Perses | Perses | Perses | Perses | Perses |        |        | Asteria | Asteria | Asteria | Asteria | Asteria | Asteria |         |         | Leto    | Leto    | Leto | Leto | Leto   | Leto   |        |        | Mnemosyne | Mnemosyne | Mnemosyne | Mnemosyne | Mnemosyne | Mnemosyne |      |      | Themis | Themis | Themis | Themis | Themis | Themis |
|        |        |        |        |          |          |          |          |          |          |         |         |         |         |       |       |       |       |     |     |       |       |       |       |          |          |          |          |          |          |         |         |         |         |        |        |         |         |         |         |         |         |      |      |        |        |        |        |        |        |        |        |        |        |        |        |         |         |         |         |         |         |         |         |         |         |      |      |        |        |        |        |           |           |           |           |           |           |      |      |        |        |        |        |        |        |
|        |        |        |        |          |          |          |          |          |          |         |         |         |         |       |       |       |       |     |     |       |       |       |       |          |          |          |          |          |          |         |         |         |         |        |        |         |         |         |         |         |         |      |      |        |        |        |        |        |        |        |        |        |        |        |        |         |         |         |         |         |         |         |         |         |         |      |      |        |        |        |        |           |           |           |           |           |           |      |      |        |        |        |        |        |        |
|        |        |        |        |          |          |          |          |          |          |         |         |         |         |       |       |       |       |     |     | Nikè  | Nikè  | Nikè  | Nikè  | Nikè     | Nikè     |          |          | Bia      | Bia      | Bia     | Bia     | Bia     | Bia     |        |        | Kratos  | Kratos  | Kratos  | Kratos  | Kratos  | Kratos  |      |      | Zelos  | Zelos  | Zelos  | Zelos  | Zelos  | Zelos  |        |        | Hekate | Hekate | Hekate | Hekate | Hekate  | Hekate  |         |         | Artemis | Artemis | Artemis | Artemis | Artemis | Artemis |      |      | Apollo | Apollo | Apollo | Apollo | Apollo    | Apollo    |           |           |           |           |      |      |        |        |        |        |        |        |